# Jean Dollfus
Jean Dollfus, född 25 september 1800, död 21 maj 1887, var en fransk (från Alsace) industriidkare. Han var farfar till Adrien Dollfus och morfar till Charles Koechlin.
Dollfus utvidgade tillsammans med sina bröder, särskilt Charles Émile Dollfus (1805-1858) det av fadern ärvda textilföretaget Dollfus-Mieg & co. i Mülhausen, så att det slutligen sysselsatte 3.000 arbetare. Dollfus nedlade ett betydande arbete på att höja sina anställdas levnadsstandard, bland annat genom byggandet av billiga och fullgoda arbetarbostäder. Dollfus var en ivrig frihandlare och tillhörde 1877-87 tyska riksdagen, där han gjorde sig mest känd för sina protester mot annexionen av Elsass.